# 山本弘文
山本 弘文（やまもと ひろふみ、1923年（大正12年）7月28日 - 2012年（平成24年）8月28日）は、日本の経済学者。東京都生まれ。
東京帝国大学経済学部在学中に学徒動員。敗戦で4年に渡りシベリア抑留された。ウィーン大学研究所、法政大学博士号（経済学博士）。法政大学学生部長、法政大学経済学部長、法政大学常務理事、法政大学名誉教授を歴任。2012年8月28日死去、89歳没。近世交通史と比べるとやや遅れがちであった近代交通史の研究を牽引し、薩摩藩政改革史、とりわけ琉球沖縄の近世経済史に初めて科学的なメスを入れ、優れた先駆的な業績を数多く残した。

## 経歴
出典は『琉球の歴史と文化／山本弘文博士還暦記念論集』による
- 1923年（大正12年）7月、旧東京府東京市下谷区御徒町（現、東京都台東区御徒町）に生まれる。
- 1923年（大正12年）9月、関東大震災により長野県下高井郡平穏村（現、山ノ内町）に帰郷、そこで育つ。
- 1941年（昭和16年）4月、旧制第四高等学校（石川県金沢市）文科乙類に入学。
- 1943年（昭和18年）9月、旧制第四高等学校卒業。
- 1943年（昭和18年）10月、東京帝国大学経済学部へ入学。
- 1943年（昭和18年）12月、「在学徴収延期臨時特例」いわゆる学徒出陣により金沢市陸軍歩兵連隊に入隊。
- 1944年（昭和19年）4月、三重県鈴鹿市陸軍航空整備学校に入校。
- 1944年（昭和19年）10月、第二航空軍第二三教育飛行隊（中国東北部・旧満州）へ配属。
- 1945年（昭和20年）8月、終戦により、ソ連に抑留。ハンカ湖、ハバロフスク付近で労働に従事。
- 1949年（昭和24年）9月、ソ連より復員。東京大学経済学部に復学。
- 1952年（昭和27年）3月、東京大学経済学部卒業。
- 1952年（昭和27年）4月、法政大学経済学部助手に就任。
- 1955年（昭和30年）4月、法政大学経済学部助教授に就任。
- 1963年（昭和38年）4月、法政大学経済学部教授に就任。
- 1967年（昭和42年）5月、法政大学学生部長に就任。
- 1972年（昭和47年）9月、法政大学経済学部長に就任。
- 1972年（昭和47年）10月、法政大学沖縄文化研究所兼担所員となる。
- 1975年（昭和50年）6月、ウィーン大学日本文化研究所へ留学。研究のかたわらウィーン大学非常勤講師として日本経済史の講義を担当。
- 1979年（昭和54年）3月、法政大学から経済学博士の学位を取得。
- 1982年（昭和57年）、国際連合大学プロジェクト、人間と社会の開発プログラム「技術の移転・変容・開発―日本の経験」で原田勝正、増田廣實、青木栄一ら諸氏との共同研究を組織、その成果を社会経済史学会全国大会で共通論題「工業化と輸送」として発表。
- 1997年（平成9年）、交通史研究会（現・交通史学会）第2代会長に就任（ - 2003年）[4]。

## 親族・家系
- 父：山本英一郎
- 母：山本孝- 旧姓近山孝。実家は犀北館（ 皇族の宿泊をはじめ、サマランチ国際オリンピック委員会会長（当時）などの重要来賓が来館し、犀北館のグランドボールルームは、民間の会場としては初めて皇族の宮中晩餐会の会場となった。犀北館傘下の旧野尻湖ホテル（現在は跡地のみ）は、明仁上皇・上皇后美智子が皇太子・皇太子妃の頃に静養した。）創業家の近山本家。
- 妹：春日長 - 旧姓山本長。配偶者は春日通眼（信州中野商工会議所会頭、社団法人信濃中野法人会初代会長（昭和62年（1987年）12月16日就任））。

## 関連文献
- 「追悼・山本弘文先生」『交通史研究』第79巻、交通史学会、2012年。